# Treze de Maio
Treze de Maio este un oraș în Santa Catarina (SC), Brazilia.